# Lluís I d'Etrúria
Lluís I d'Etrúria, també conegut amb el nom de Lluís Francesc Filibert de Borbó o Lluís I de Borbó-Parma, (Piacenza, Ducat de Parma, 1773 – Florència, Regne d'Etrúria, 1803) fou el primer dels dos únics reis d'Etrúria i cap de la casa ducal dels Borbó-Parma.

## Orígens familiars
Va néixer el 5 de juliol de 1773 al Palau Ducal de Piacenza sent fill del duc Ferran I de Parma i de l'arxiduquessa Maria Amàlia d'Àustria. Ferran era net per via paterna del duc Felip I de Parma i de la princesa Elisabet de França mentre que per via materna ho era de l'emperador Francesc I del Sacre Imperi Romanogermànic i l'arxiduquessa Maria Teresa I d'Àustria.

## Núpcies i descendents

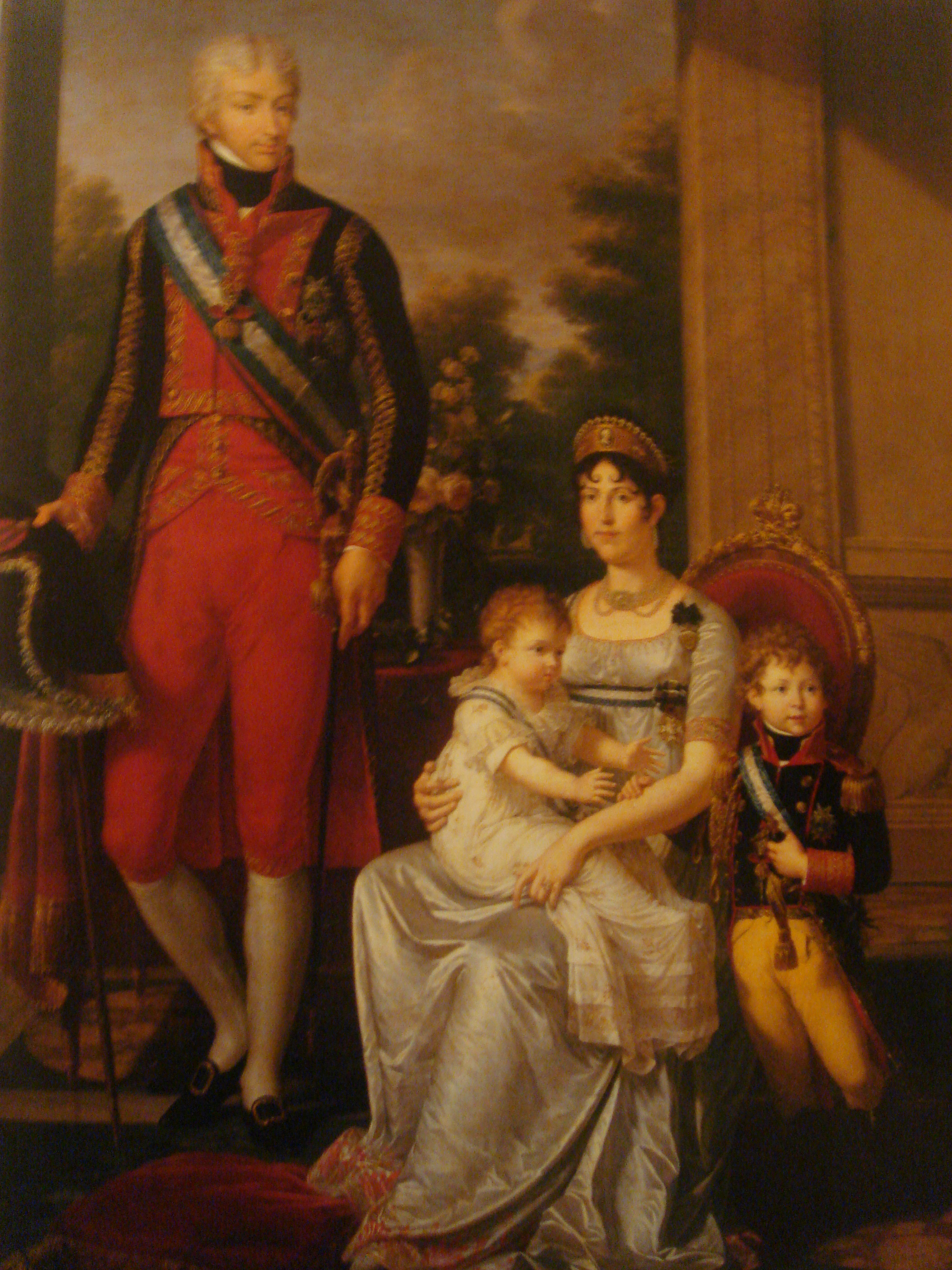
La família reial d'Etrúria

Es va casar el dia 25 d'agost del 1795 a Madrid amb la infanta Maria Lluïsa d'Espanya, filla del rei Carles IV d'Espanya i de la princesa Maria Lluïsa de Borbó-Parma. La parella tingué dos fills:
- SM el rei Carles II de Parma, nascut a Madrid el 1799 i mort a Niça el 1883. Es casà amb la princesa Maria Teresa de Savoia.

- SAR la princesa Maria Lluïsa de Borbó-Parma, nascuda a Barcelona l'any 1802 i morta a Roma el 1857. Es casà amb el príncep Maximilià de Saxònia.

## Creació del Regne d'Etrúria
Fou nomenat infant d'Espanya el 30 de novembre de 1795 per part del seu sogre Carles IV d'Espanya. L'any 1800 les tropes napoleòniques conquerien durant la seva campanya italiana el Ducat de Parma, el Ducat de Piacenza i el Ducat de Guastalla entre altres territoris del nord d'Itàlia. Com a compensació per l'aliada casa de Borbó, i tenint en compte el fet que els ducs de Parma eren una branca borbònica de la Casa espanyola, i que la duquessa era infanta d'Espanya i filla del rei Carles IV d'Espanya, Napoleó atorgà el Regne d'Etrúria al duc de Parma, sent coronat rei d'aquest territori el 28 de juliol de 1801.
El regne d'Etrúria es constituïa sobre els antics dominis dels Àustria-Toscana, al Gran Ducat de Toscana. Malgrat tot, el Regne d'Etrúria únicament es mantingué gràcies a l'ajuda prestada per Napoleó Bonaparte i a la caiguda d'aquest el regne es va desfer i es retornà el territori als seus antics sobirans.
El duc Carles morí el 27 de maig de 1803 al Palau Pitti de Florència a l'edat de 30 anys, deixant la corona al seu fill que governà a través d'una regència de la seva mare. Les seves restes, però, foren dipositades al Monestir de l'Escorial el 1808.